# Bonaventura Baldomà i Rius
Bonaventura Baldomà i Rius (Vilanova de Segrià, 2 de febrer de 1924 - Rosselló de Segrià, 1 de juny de 2004) fou un atleta català especialitzat en curses de fons.
És l'atleta de les comarques lleidatanes amb el millor palmarès del Segle XX. La seva especialitat era el fons i el camp a través. Pel que fa a clubs, competí per l'AD Antorxa de Lleida, essent entrenat per Manuel Cutié. Fou dos cops campió de Catalunya de cros, els anys 1952 i 1953), i dos més a nivell estatal, els anys 1950 i 1952. També guanyà el doblet (5.000 m i 10.000 m) en els campionats d'Espanya en pista de l'any 1952. També guanyà la cursa Jean Bouin en la categoria de neòfit l'any 1943, així com diverses curses internacionals. Competí quatre vegades en el Cros de les Nacions.

## Palmarès
Campió de Catalunya
- Campionat de Catalunya de cros: 1952, 1953

Campió d'Espanya
- 5.000 m: 1952
- 10.000 m: 1952
- cros: 1950, 1952